# Gabara libitina
Gabara libitina là một loài bướm đêm trong họ Erebidae.